# Maladera angusta
Maladera angusta är en skalbaggsart som beskrevs av Baraud 1990. Maladera angusta ingår i släktet Maladera och familjen Melolonthidae. Inga underarter finns listade i Catalogue of Life.